# Mickey Bass
Mickey Bass (eigentlich  Lee Odiss Bass III, * 2. Mai 1943 in Pittsburgh, Pennsylvania; † 3. Februar 2022 in New York City, New York) war ein US-amerikanischer Jazzmusiker (Kontrabass, daneben auch Piano, Blechblasinstrumente, Flöte), Komponist, Arrangeur und Musikpädagoge. 

## Leben und Wirken
Mickey Bass hatte Gesangsunterricht bei seiner Großmutter mütterlicherseits, die in Minstrel Shows aufgetreten war. Er arbeitete ab den 1960er Jahren in der Hardbop-Szene, u. a. mit Lee Morgan (The Sixth Sense, 1969), Bobby Timmons (Soul Food), Hank Mobley (Thinking of Home, 1970), Sonny Rollins, Art Blakey (Child’s Dance!, 1972) dann aber auch bei Bennie Green, Charles Mingus,  Jimmy McGriff  (Friday The 13th Cook County Jail!, 1973), Chico Freeman, John Hicks, Philly Joe Jones, Eddie Gladden und Kiane Zawadi; außerdem trat er ab Anfang der 1970er Jahre im Raum New York mit eigenen Formationen auf, 1975 im Sweet Basil im Duo mit Ray Bryant. 1994 hatte er in Engagement im Birdland mit seiner Band The Manhattan Bum Unit, in der u. a. Steve Nelson und Marc Johnson spielten. Er unterrichtete von 1975 bis 1985 an der Duke Ellington School of the Arts in Washington D.C. und am Hartt College of Music in West Hartford. 1980 erhielt er ein Kompositions-Stipendium des National Endowment for the Arts. Unter eigenem Namen legte er drei Alben für die Label Chiaroscuro und Early Bird vor. Bass starb am 3. Februar 2022 im Alter von 78 Jahren in seinem Zuhause im New Yorker Stadtteil Harlem.

## Diskographie
- 1982: Sentimental Mood (Chiaroscuro)
- 1991: The Co-operation (Early Bird)
- 1991: Another Way Out  (Early Bird)